# زرگر (شهرستان اوزکند)
زرگر (به لاتین: Zarger) یک منطقهٔ مسکونی در قرقیزستان است که در شهرستان اوزکند واقع شده‌است. زرگر ۱٬۳۰۴ نفر جمعیت دارد و ۱٬۲۵۰ متر بالاتر از سطح دریا واقع شده‌است.